# Paweł Traczyk
Paweł Traczyk – polski matematyk, doktor habilitowany nauk matematycznych. Specjalizuje się w topologii, w szczególności w teorii węzłów. Profesor nadzwyczajny w Instytucie Matematyki Wydziału Matematyki, Informatyki i Mechaniki Uniwersytetu Warszawskiego. 

## Życiorys
Studia matematyczne ukończył na Uniwersytecie Warszawskim. Stopień doktorski uzyskał w 1985 na podstawie pracy pt. Cancellation Law for Homotopy Equivalent Representations of Groups of Odd Order, przygotowanej w języku polskim pod kierunkiem prof. Andrzeja Białynickiego-Biruli. Habilitował się w 1993 na podstawie oceny dorobku naukowego i rozprawy pt. Wielomianowane niezmienniki węzłów i pewne ich zastosowanie. Członek Polskiego Towarzystwa Matematycznego.
W 1985 roku grupa matematyków w składzie: J. Hoste, A. Ocneanu, K. Millett, P. J. Freyd, W. B. R. Lickorish, D. N. Yetter oraz w 1987 roku Józef Przytycki i Paweł Traczyk, odkryła niezmiennnik zwany wielomianem HOMFLY-PT (skrótowiec utworzony od pierwszych liter nazwisk autorów; ostatnia litera T oznacza Traczyk).
Swoje prace publikował w takich czasopismach jak m.in. „Inventiones mathematicae”, „Fundamenta Mathematicae”, „Topology and its Applications”, „Mathematische Zeitschrift”, „Proceedings of the American Mathematical Society” oraz „Journal Of Knot Theory And Its Ramifications”.